# 嗄嘮別
嗄嘮別，是臺北市北投區的一個地名，位於該區西南部，範圍大致為關渡里、一德里、桃源里、稻香里、豐年里不含最東端條狀地帶、文化里西大半部、智仁里西部、秀山里南端一小塊地。

## 歷史
台灣清治末期至日據前期，嗄嘮別地區為一街庄，稱為「嗄嘮別庄」，隸屬於芝蘭二堡。該庄北與小八里坌庄、小坪頂庄為鄰，東與頂北投庄、北投庄為鄰，南邊隔基隆河與中洲埔庄為界，西邊隔淡水河與成仔藔庄、大八里坌庄為界。
1901年（日治明治三十四年）11月，該庄隸屬於臺北廳，編入第十三區。1906年（明治三十九年）1月，第十三區改名「北投區」。1920年（大正九年），該庄改制並改名為「嗄嘮別」大字，隸屬於臺北州七星郡北投庄，大字下有「嗄嘮別」、「關渡」小字名。1940年北投庄升格為北投街。
戰後北投街改制為北投鎮，隸屬於臺北縣，大字亦改制為里。1949年，北投鎮與士林鎮一併改隸屬新成立的草山管理局。1950年隨著草山改名為陽明山，草山管理局亦改名為陽明山管理局，北投鎮仍隸屬之。1968年7月臺北市改制為院轄市，北投鎮併入成為北投區。1990年3月，臺北市各區重劃，嗄嘮別地區仍屬北投區。

## 交通
台北捷運淡水信義線經過嗄嘮別地區，設有復興崗站、忠義站、關渡站。鄰近居民可由等路線及相關路網快速前往大台北地區各地，亦可在臺北車站轉搭台灣高鐵、台鐵或客運前往全台各地。
省道台2乙線經過本地區南部，是主要連外道路，往西轉北可前往淡水，往東轉南可前往台北市區，亦可接洲美快速道路、環河南北快速道路快速進入台北市區 。

## 學校
- 國防大學復興崗校區
- 國立臺北藝術大學
- 臺北城市科技大學
- 馬偕醫護管理專科學校關渡校區
- 桃源國中
- 關渡國中
- 桃源國小
- 關渡國小

## 公園
- 關渡自然公園

## 廟宇
- 番仔厝保德宮（王爺廟）